# کانتون توزلا
استان توزلا (به لاتین: Tuzla Canton) یک کانتون در بوسنی و هرزگوین است که در فدراسیون بوسنی و هرزگوین واقع شده‌است.

## خصوصیات
استان توزلا ۲٬۶۴۹٫۰ کیلومترمربع مساحت و ۴۷۷٬۲۷۸ نفر جمعیت دارد.